# Ефимов, Николай Ефимович (архитектор)
Николай Ефимович Ефимов (9 мая 1799 года, дер. Яковлевка, Обоянский уезд, Курская губерния — 11 сентября 1851 года, Санкт-Петербург) — русский архитектор, мастер позднего классицизма и ранней эклектики, один из основных представителей петербургского неоренессанса. Академик (с 1840), почётный вольный общник (с 1842) и профессор (с 1844) Императорской Академии художеств.

## Биография
Ефимов, вероятно, был незаконнорожденным, поскольку воспитывался в доме курского помещика, отставного офицера Е. Г. Заплатина. Мальчик оказался талантливым и рано проявил способности к рисованию, поэтому приёмный отец в 1806 году привёз его в Санкт-Петербург и определил в Императорскую Академию художеств. Последние шесть лет Ефимов изучал архитектуру, а его рисунки и гравюры были отмечены четырьмя серебряными медалями.
Окончив курс в 1821 году с большой золотой медалью и выпускной работой «Сочинение проекта Музеума», Ефимов получил аттестат 1-й степени «на звание художника XIV класса со шпагой» (1821) и право на заграничную поездку в качестве пенсионера Академии художеств. Однако отправиться за границу Ефимову удалось только через шесть лет, поскольку его по причине особых способностей к рисованию оставили при Академии для обучения воспитанников 11-го возраста черчению архитектурных ордеров.
В 1826 году по поручению президента Академии А. Н. Оленина молодого архитектора направили для изучения и обмеров обнаруженного в 1824 году фундамента Десятинной церкви в Киеве — первого каменного храма на Руси. Ефимов не только определил размеры и конфигурацию фундамента церкви, обнаружив при этом остатки гробниц, предположительно, князя Владимира и его жены Анны, но и разработал проект воссоздания храма в «византийском стиле» соответственно представлениям своего времени. Но императору Александру I проект не понравился и строительство церкви поручили архитектору В. П. Стасову.
Увлечённый «художественной археологией», Н. Е. Ефимов ездил по древнерусским городам, был в Москве, Новгороде, Владимире, проводил обмеры в Новоиерусалимском монастыре. В 1827 году он отправился в трёхлетнюю поездку через Германию и Австрию в Италию. В Риме Ефимов выполнял точные обмеры и чертежи архитектурных деталей памятников античной архитектуры, писал акварелью перспективные виды. В 1835 году, вместе с К. П. Брюлловым, сопровождал В. П. Давыдова в его плавании в Грецию и на Восток, посетил Афон, Малую Азию и Константинополь, повсюду делал чертежи и рисунки. По возвращении в Санкт-Петербург в 1840 году ему было присвоено звание академика. В том же году поступил на службу архитектором при Кабинете Его Императорского Величества. В 1842 году академия признала его своим почётным вольным общником, а в 1844 году — профессором.
Ефимову пришлось работать недолго, всего одно десятилетие. Он не был женат и не имел детей. Неожиданная смерть настигла его на 51-м году жизни. Похоронили архитектора в Санкт-Петербурге, возле его последней постройки, на кладбище Воскресенского Новодевичьего монастыря (Левая часть, уч. 1). Надгробный памятник на могиле Ефимова, установленный в 1897 году, выполнен архитекторами С. П. Галензовским и И. В. Жолтовским.

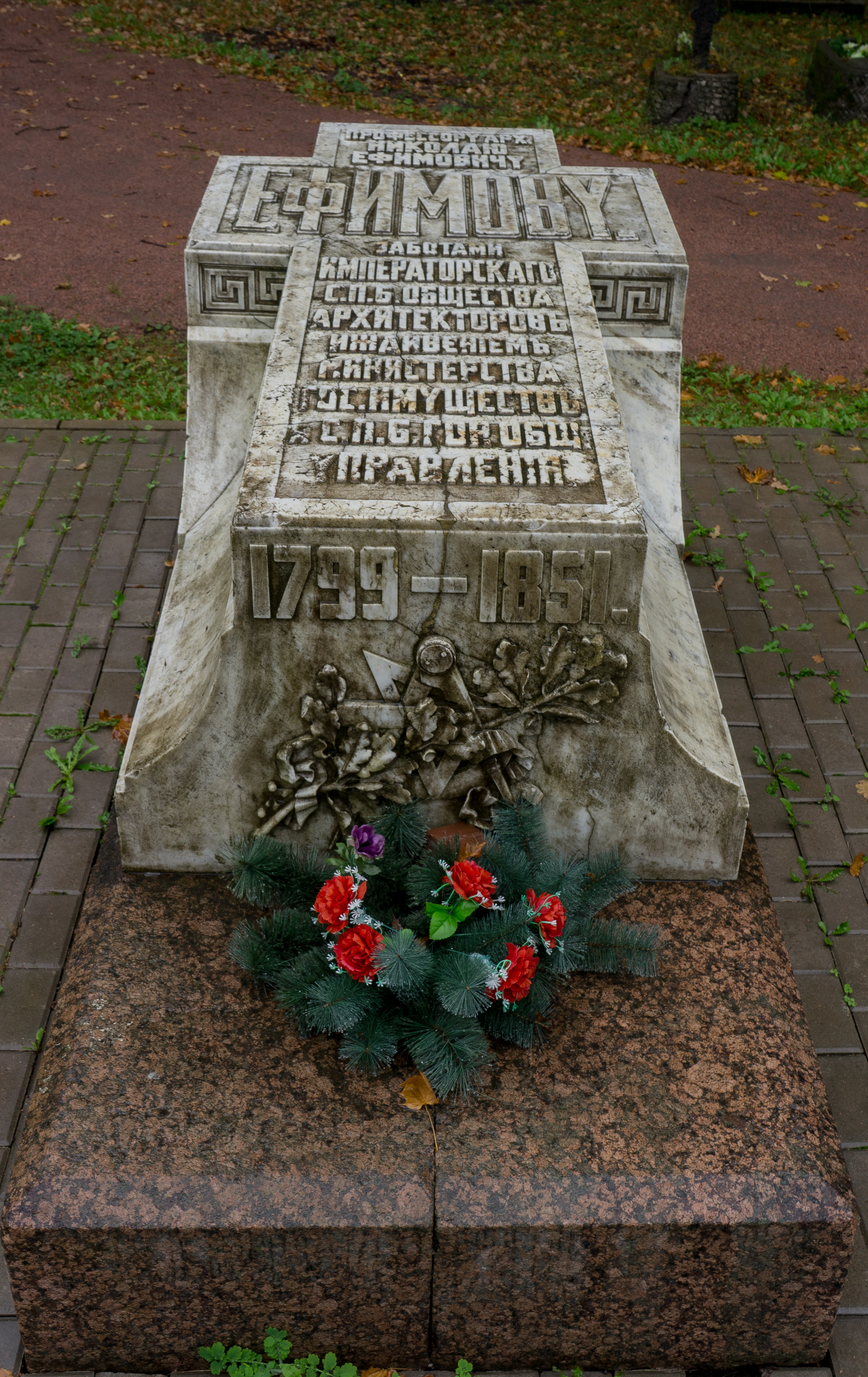
Новодевичье кладбище Санкт-Петербурга. Могила Н. Е. Ефимова

## Творчество
Архитектурное творчество Н. Е. Ефимова началось с работ по восстановлению интерьеров Зимнего дворца после опустошительного пожара 1837 года. Работами по поручению императора руководил архитектор В. П. Стасов, а Ефимов стал его главным помощником. Вместе они разрабатывали проекты восстановления и реконструкции Фельдмаршальского, Петровского, Гренадёрского, Белого и Георгиевского залов. По наблюдению за добычей белого мрамора для отделки Георгиевского зала Ефимов в 1839 году выехал в Италию, в Каррару.
Ефимов проектировал жилые и административные здания в Санкт-Петербурге и в провинции: Гостиный двор в Орле, Институт благородных девиц в Нижнем Новгороде, здания в Воронеже, Старом Осколе, Дмитрове.
Среди его главных работ выделяется реконструкция здания Городской думы на углу Невского проспекта и Думской улицы в Санкт-Петербурге (1847). Работы заканчивал в 1852 году после смерти Ефимова архитектор Л. Л. Бонштедт. Интерьеры парадной лестницы и двух больших двусветных залов: Александровского и Николаевского, Ефимов оформил согласно эстетике «периода воссозданий» в стиле неоренессанса, как и фасад с характерными венецианскими окнами (в 1913—1914 годах архитектор А. В. Кенель надстроил четвёртый и пятый этажи).
Схожим образом, в стиле неоренессанса, Ефимов оформил фасады Шуваловского дворца на набережной р. Фонтанки (1844—1849). В этой постройке Ефимов использовал также характерные для стиля неоренессанс арочные брамантовы окна.
Ефимов участвовал в строительстве здания Нового Эрмитажа в Санкт-Петербурге, также в качестве помощника Стасова, по проекту немецкого архитектора Лео фон Кленце (1842—1852). В России стиль этой постройки именовали «неогреческим».
С 1848 года Н. Е. Ефимов работал над проектом Воскресенского женского монастыря по Московскому тракту, названным Новодевичьим. В фасадах служебных корпусов Ефимов применил любимые им итальянские мотивы венецианских окон, сдвоенных колонок, но Воскресенский собор в центре монастыря построен в «русско-византийском стиле».
Одна из самых известных работ архитектора — два симметрично расположенных дома, завершивших оформление одной из главных площадей — Исаакиевской площади в центре Санкт-Петербурга: Дом Министерства Государственных имуществ (1847—1850) и Дом министра Государственных имуществ (1847—1853). Фасады этих зданий представляют собой классику стиля неоренессанс. От классицизма предыдущей эпохи их отличает равномерность ордерной разработки, без выделения ризалитов, брамантовы окна и измельчённые ордерные элементы.

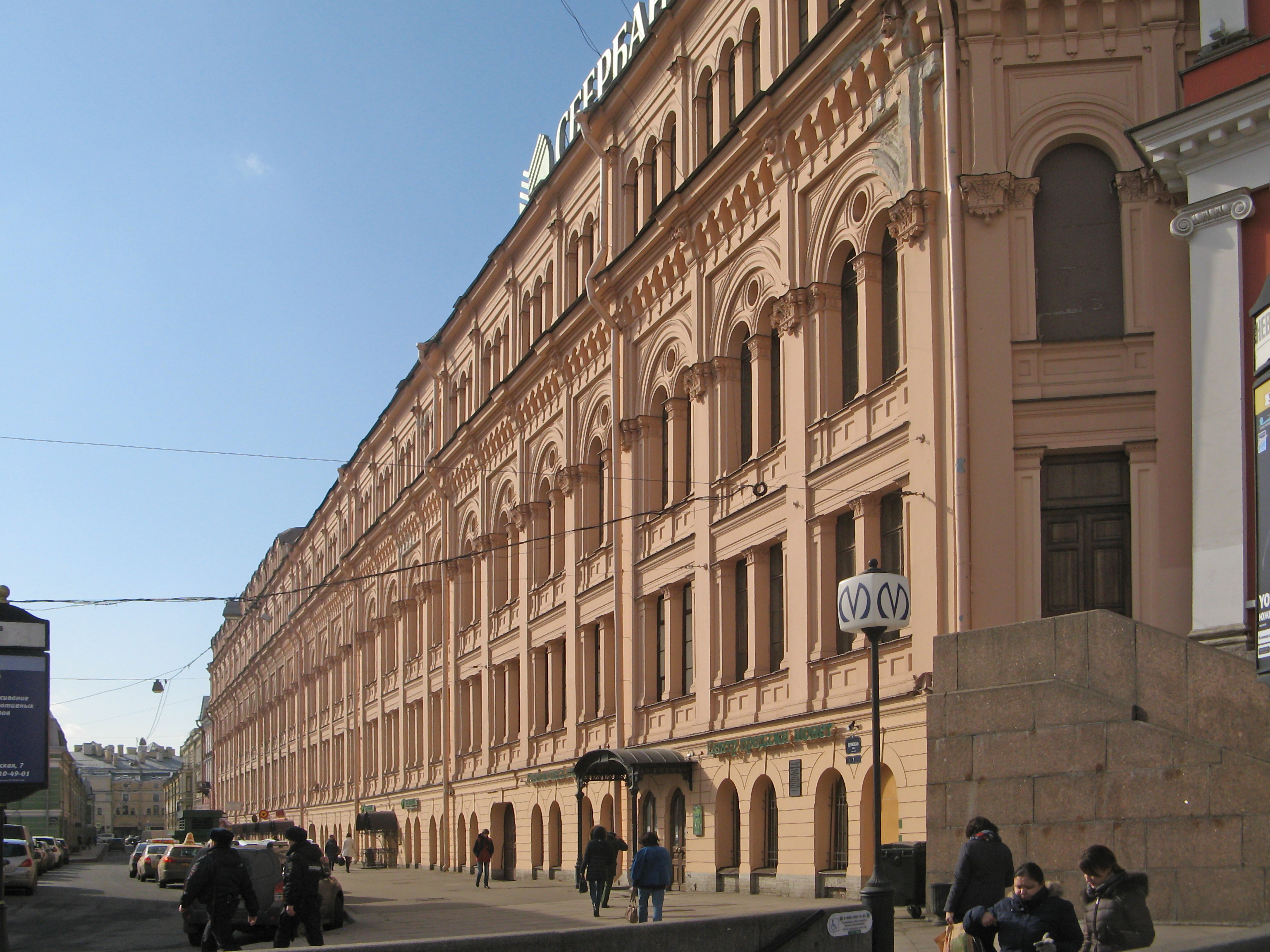
Фасад здания Городской думы. 1847
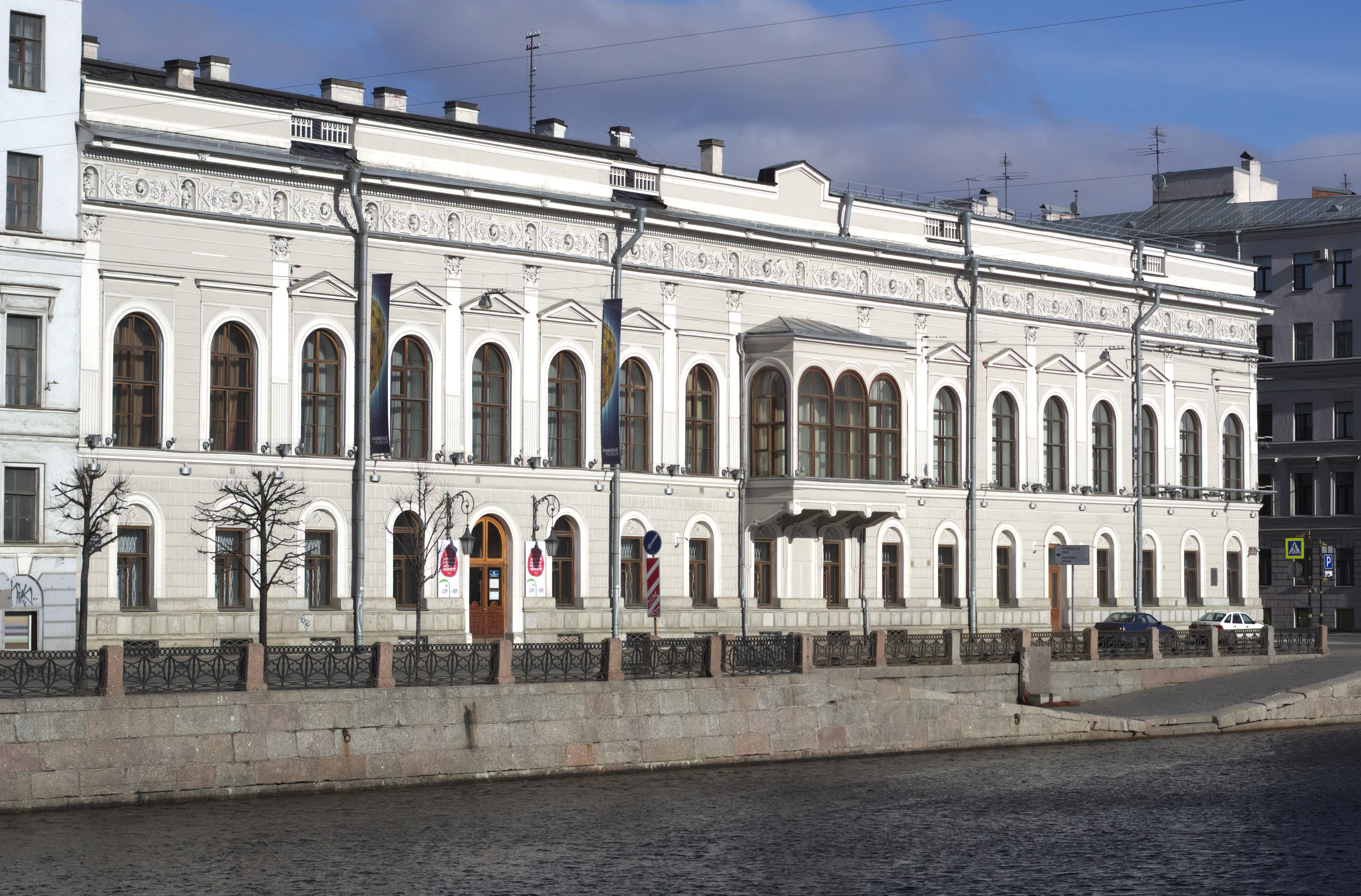
Шуваловский дворец. 1844—1849
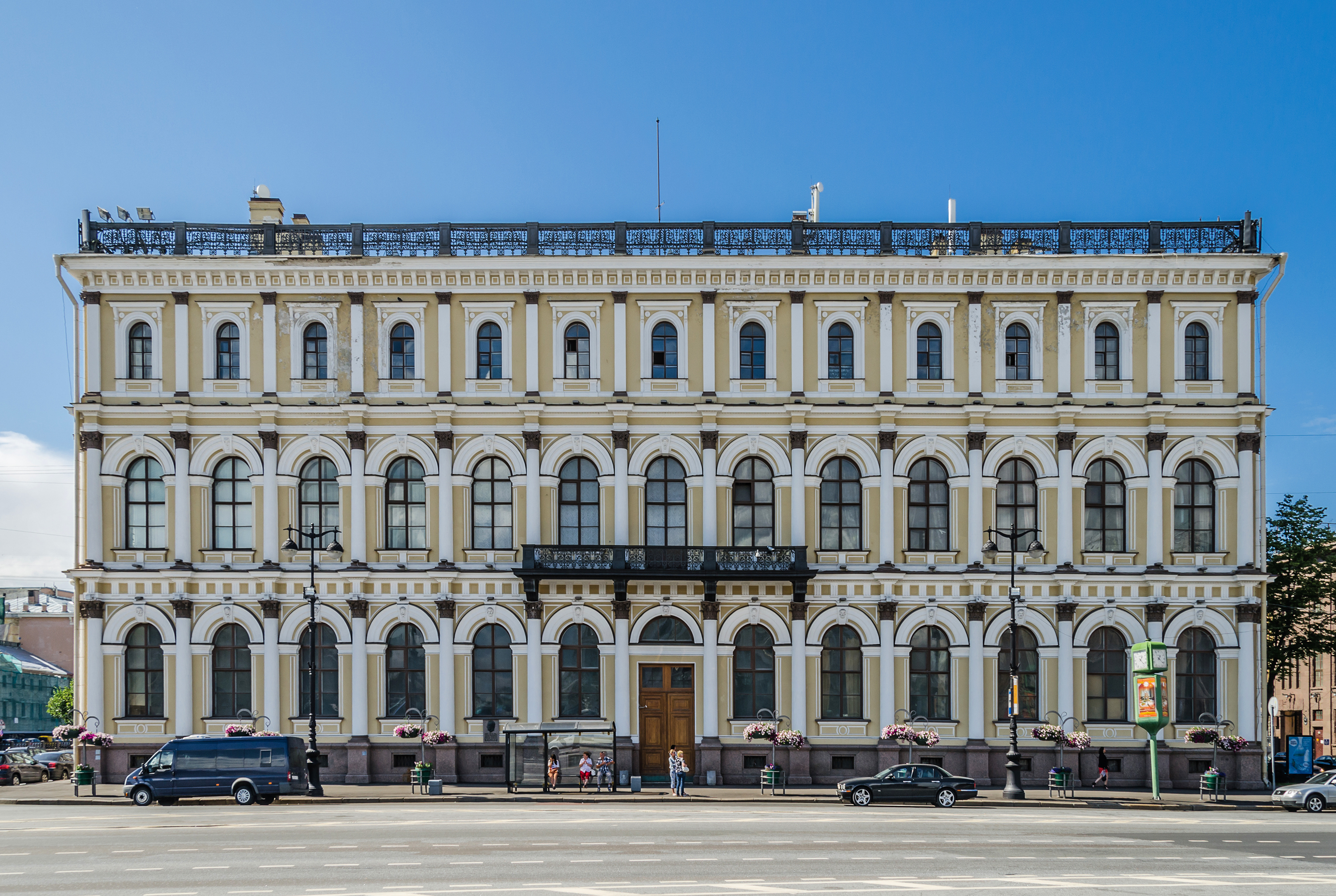
Дом министра Государственных имуществ. 1847—1853
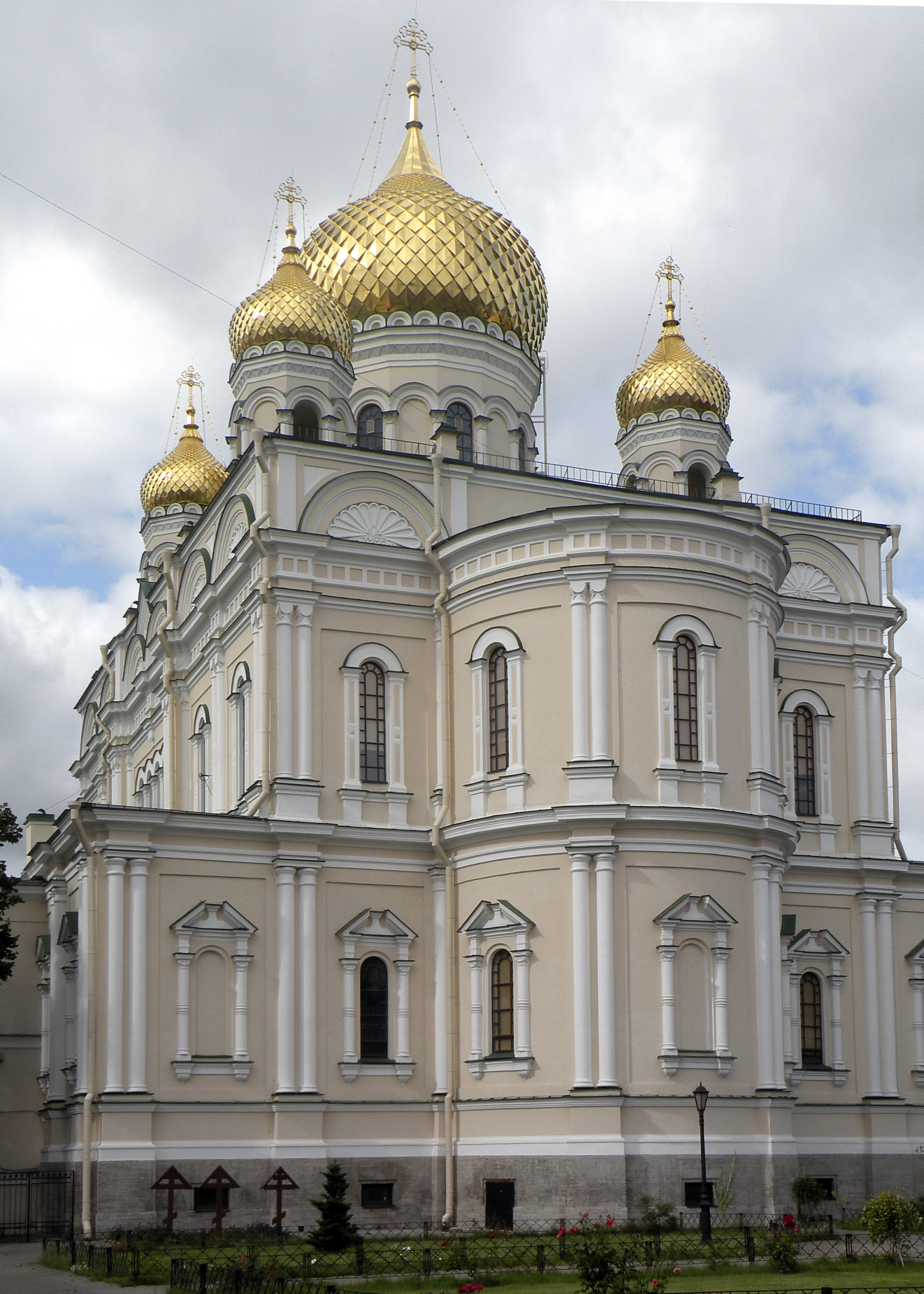
Воскресенский собор Новодевичьего монастыря. 1849—1861

## Основные работы
- Реконструкция Шуваловского дворца на набережной р. Фонтанки
- Дом министра государственных имуществ на Исаакиевской площади
- Здание Министерства государственных имуществ на Исаакиевской площади
- Единоверческая церковь Святого Николая на Захарьевской улице
- Реконструкция здания городской думы на Невском проспекте
- Церковь Воскресения Христова и Михаила Архангела в Малой Коломне (достроена после смерти художника)
- Воскресенский Новодевичий монастырь (окончен также после его смерти)
- Возобновление Георгиевского зала в Зимнем дворце
- Участие в постройке здания Нового Эрмитажа (1847—1848) по проекту мюнхенского архитектора Л. фон Кленце
- Проект застройки Знаменской площади